# Distrito de Hakha
El distrito de Hakha (birmano: ဟားခါးခရိုင်) es un distrito de Birmania perteneciente al Estado Chin. Su capital es Hakha, que también es la capital estatal. En 2014 tenía 98 726 habitantes. El distrito, con una extensión de 7732 km², comprende el tercio central del estado, siendo fronterizo al oeste con el estado indio de Mizoram.
El distrito fue creado en 2012 al separarse del vecino distrito de Falam.

## Organización territorial
El distrito está dividido en dos municipios (población en 2014):
- Municipio de Hakha (48 352 habitantes) - capital en Hakha
- Municipio de Thantlang (50 374 habitantes) - capital en Thantlang